# تنسی تایتانز

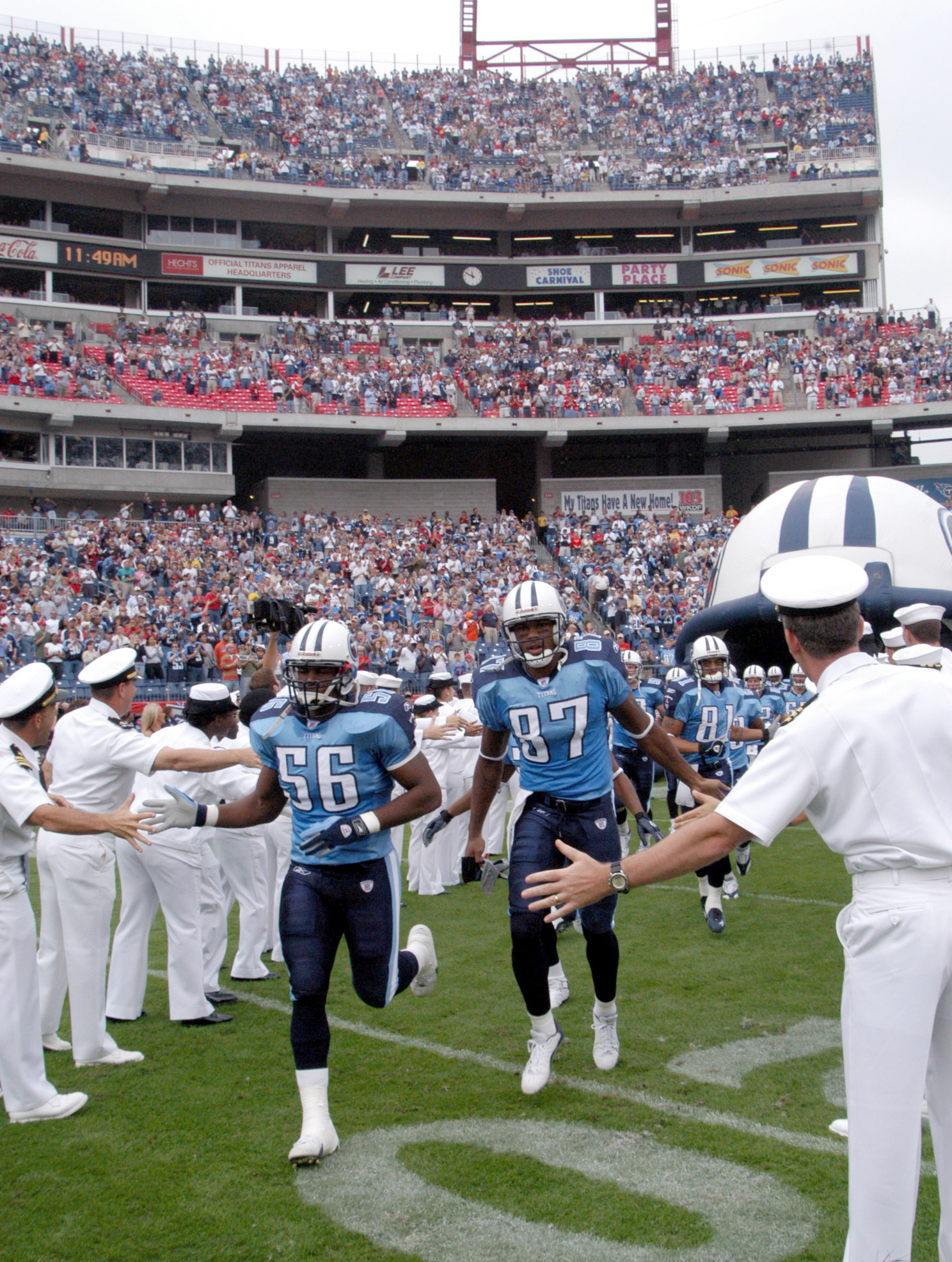
ملوانان نیروی دریایی آمریکا در حال دست دادن با بازیکنان تنسی تایتنز

تیم فوتبال آمریکایی تنسی تایتنز (به انگلیسی: Tennessee Titans) از شهر نشویل در ایالت تنسی می‌باشد.
این تیم عضو لیگ ملی فوتبال آمریکا است.
ورزشگاه خانه این تیم ورزشگاه ال پی (به انگلیسی: LP Field) نام دارد.
استیو مک نیر مشهورترین بازیکن این تیم بوده است.

## وب‌گاه رسمی
- وبگاه رسمی تیم